# Teresa Lostau i Espinet
Teresa Lostau i Espinet (Barcelona, 20 d'agost de 1884 - 12 de juliol de 1923) fou una pintora i ceramista catalana.

## Biografia
Era filla de Baldomer Lostau i Prats, polític republicà, i de Josefa Espinet i Carrau, naturals de Barcelona. Va estudiar a l'Escola de Llotja, on va establir amistat amb artistes com Lola Anglada o Pilar González Pellicer. Posteriorment va fer de professora d'art a l'Escola Mont d'Or de Sarrià, fundada per Joaquim Torres-Garcia.
El 1906 va conèixer Xavier Nogués mentre decoraven els interiors de La Pedrera, amb qui coincidí el 1917 durant la decoració de la casa de Lluís Plandiura i amb qui es casà el 20 de gener de 1921. Des de llavors va col·laborar en gran part d'encàrrecs rebuts per Nogués per a decoració d'interiors, entre els quals destaquen les pastisseries Riera, els plafons de Can Culleretes, i uns murals per a un celler del Pinell del Brai. A més, Xavier Nogués li va obrir les portes a la ceràmica.
L'any 1910 va participar en la Exposición de retratos y dibujos antiguos y modernos organitzada per l'Ajuntament de Barcelona, que es va fer al Palau de Belles Arts, on va presentar un guaix titulat Estudio de flores. L'any següent ho feia a la VI Exposición internacional de arte, al mateix espai, presentant una aiguada titulada Flores. Igualment, figura entre els artistes de l'Exposició d'art barcelonina de l'any 1918. Junt amb ceramistes com Josep Aragay, Francesc Elias Bracons o el mateix Xavier Nogués, a principis dels anys vint Teresa Lostau va formar part del grup de Francesc Quer vinculat a la fàbrica Fills de Pujol i Bausis d'Esplugues de Llobregat. El Museu del Disseny de Barcelona conserva una peça d'aquesta època, procedent de l'antic Museu de Ceràmica de Barcelona.
Formà part del grup que girava a l'entorn de Torres García juntament amb Manolita Piña, Torres Amat, Carme Casanovas, Martí Casanovas, Josep M. Marquès-Puig, Josep Obiols, Lluís Puig i Jaume Querol.
Va morir prematurament el juliol de 1923, de tuberculosi. Joan Salvat-Papasseit li va dedicar el poema Llegenda, inclòs a La gesta dels estels.